# Rio Inharrime
O rio Inharrime é um rio de Moçambique, que corre pela província de Inhambane e desagua na Lagoa de Poelela, perto do Oceano Índico